# Càrn Dearg (Monadh Liath)
Der Càrn Dearg (Spitzer roter Berg auf Gälisch) ist ein 945 Meter hoher Berg in Schottland. Er zählt zu den Munros und stellt die höchste Erhebung der Monadh Liath (Graue Berge auf Gälisch) dar, einer Bergkette in den nördlichen Grampian Mountains in der Council Area Highland. Die Monadh Liath liegen am westlichen Rand des Cairngorms-Nationalparks, etwa fünf Kilometer nordwestlich der im Tal des Spey liegenden Ortschaften Kingussie und Newtonmore

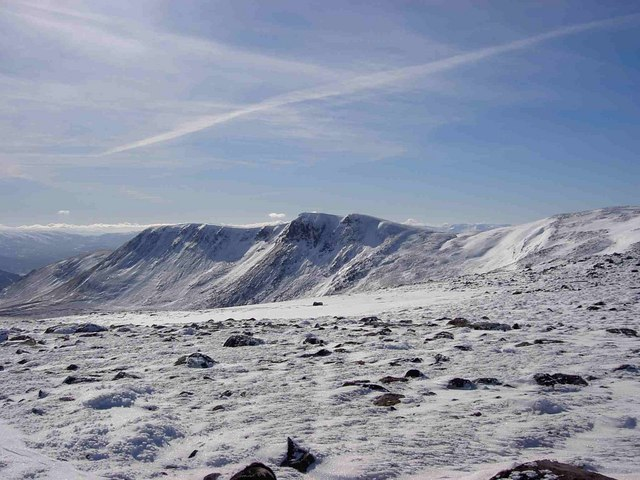
Der Càrn Dearg im Winter

Die Monadh Liath bilden ein Hochplateau, von dem sich die verschiedenen Gipfel nur geringfügig absetzen. Der langgezogene Gipfelgrat des Càrn Dearg bildet das südwestliche Ende der Hochfläche. Südlich des höchsten Punkts liegt der mit 923 m nur geringfügig niedrigere South-east Top (Südostgipfel). In diesem Bereich läuft der Càrn Dearg in einen steilen felsigen Grat aus, nach Osten ragt er steil über dem Glen Ballach empor. Nördlich schließt sich die flache Hochfläche der Monadh Liath an, aus der lediglich der mit 942 m fast die Höhe des Càrn Dearg erreichende Càrn Bàn geringfügig herausragt. Beide Gipfel sind nur durch eine flache Scharte voneinander getrennt. Der Aufstieg von Newtonmore aus erfordert etwa fünf bis sieben Stunden Gehzeit.